# Spray Mallaby
Spray Mallaby, anche conosciuta come Spray Mallory, pseudonimo di Elisabeth Dallimore Mallaby (Verona, 19 giugno 1951), è un'attrice, cabarettista e cantante italiana, componente della prima formazione de I Gatti di Vicolo Miracoli.

## Biografia
Elisabeth è figlia di un militare britannico, Cecil Richard Mallaby detto Dick, agente segreto dello Special Operations Executive (SOE), che ebbe un importante ruolo nelle trattative tra gli alleati e l'Italia al raggiungimento dell'armistizio dell'8 settembre e che si stabilì con la famiglia in Italia al termine della seconda guerra mondiale.  Elisabeth ha due fratelli, Caroline e Richard.
Spray Mallaby entra a far parte della prima formazione de I Gatti di Vicolo Miracoli capitanata da Gianandrea Gazzola, al fianco di Umberto Smaila, Jerry Calà e Nini Salerno, con cui incide i primi due singoli del 1971 L'ultimo fiore/Notte, notte e Michelino/Storia di un lavoratore che rimane vittima delle disgrazie più cattive... e l'album eponimo del 1972 I Gatti di Vicolo Miracoli, tutti pubblicati dall'etichetta Variety.
La Mallaby appare con il gruppo all'interno del varietà Il buono e il cattivo condotto da Cochi e Renato nel 1972. Nello stesso anno appare anche su TV Koper-Capodistria/RTV Slovenija in un videoclip a colori in cui il gruppo cabarettistico interpreta il suo primo singolo del 1971 L'ultimo fiore..
Spray Mallaby abbandona i Gatti di Vicolo Miracoli nel 1974, congiuntamente a Gianandrea Gazzola, perché stanca di trasferte e serate, dopodiché nel gruppo rientra in pianta stabile Franco Oppini che aveva già fatto una breve apparizione agli esordi della formazione.

## Vita privata
Sposata con il giornalista Filippo D'Acquarone, la Mallaby è madre della musicista elettronica Viola Veronica D'Acquarone, in arte Veyl.

## Filmografia
- Un ufficiale non si arrende mai nemmeno di fronte all'evidenza, firmato Colonnello Buttiglione, regia di Mino Guerrini (1973)

## Discografia

### Discografia con I Gatti di Vicolo Miracoli

#### Album
- 1972 - I Gatti di Vicolo Miracoli

#### Singoli
- 1971 - L'ultimo fiore/Notte, notte
- 1971 - Michelino/Storia di un lavoratore che rimane vittima delle disgrazie più cattive...